# Equilíbrio de fases
O equilíbrio de fases acontece quando as fases presentes em algum sistema apresentam potenciais químicos iguais, já que a variação da energia livre de Gibbs é igual a zero. Nessa condição as propriedades do material não variam com o tempo. Além disso, pode-se dizer também que todas as fases apresentam a mesma fugacidade.
Em um sistema em que duas ou mais fases coexistem, sem que espontaneamente ocorra transferência de massa entre as fases, diz-se que o sistema se encontra em equilíbrio. As regiões de gráficos pressão versus temperatura em que fases encontram-se em equilíbrio são mostradas em um diagrama de fase. As curvas em tais gráficos em que separam-se as regiões são determinadas curvas de equilíbrio, e nestas curvas estão as temperaturas e pressões nas quais tais fases coexistem.

## Estabelecimento do equilíbrio
Em um recipiente aberto o  processo de evaporação de um líquido progride até que todo o líquido passe à fase de vapor. Quando colocamos um líquido volátil em um recipiente fechado, entretanto, a evaporação se dá de forma diferente. Inicialmente o líquido evapora com grande intensidade, acumulando-se dentro do frasco e fazendo com que a intensidade da evaporação diminua. Com o passar do tempo há um aumento na concentração de vapor no recipiente, fazendo com que as moléculas de vapor se choquem com o líquido e percam energia voltando ao estado líquido. Como resultado a evaporação vai diminuindo e a condensação vai aumentando até que a velocidade em que as moléculas de líquido evaporam e as de vapor condensam se tornem iguais. Nesse momento temos um equilíbrio dinâmico entre líquido e vapor, ou simplesmente equilíbrio líquido-vapor.
Uma vez atingido o equilíbrio dinâmico, a concentração de moléculas na fase vapor não varia com o tempo, portanto, a pressão que o vapor exerce sobre a superfície do líquido também permanece constante, essa pressão é denominada Pressão de Vapor. Essa grandeza é característica para cada líquido e varia apenas com a temperatura (é independente inclusive do volume de líquido e/ou do recipiente).

## Graus de liberdade
O grau de liberdade (F) de um sistema é o número de variáveis de estado intensivo que podem variar independentemente sem mudar o número de fases:
F= c-p+2-r
Onde c é o número de componentes da reação química, p é o número de fases e r é o número de reações possíveis.
Quando F é igual a 0, três fases estão em equilíbrio. Com F=1 há dois fases em equilíbrio e com F=2 há uma fase em equilíbrio.

## Diagrama de fase

Diagrama de fase típico, pontos sobre as retas representam condições de temperatura e pressão nas quais mais de uma fase coexiste(equilíbrio)

O diagrama de fases permite analisar quais fases estão presentes em qualquer temperatura e pressão. As linhas do diagrama são conhecidas como linhas de equilíbrio ou contornos de fase. O ponto triplo é um ponto específico na qual as 3 fases coexistem. As três principais áreas do gráfico delimitam os três principais estados físicos da matéria, ao mudar as condições de pressão e temperatura do sistema, de modo que elas se mantenham sobre uma das linhas, se forma um equilíbrio de fases entre as 2 fases delimitadas por essa linha. Ao se cruzar a linha ocorre a mudança de fase.
Ao analisar um diagrama de fases algumas informações devem estar bem claras:
- A curva verde, que delimita as regiões das fases sólida e líquida, representa a curva de fusão, onde os estados sólido e líquido da substância estão em equilíbrio.
- A curva verde tracejada representa o comportamento anômalo da água.[2]
- A curva azul, que delimita as regiões das fases líquido e vapor, representa a curva de vaporização, onde os estados líquido e vapor estão em equilíbrio.
- A curva vermelha, que delimita as regiões das fases sólida e vapor, representa a curva de sublimação, onde os estados sólido e vapor estão em equilíbrio.

O ponto P é um ponto comum às três curvas e é denominado ponto triplo ou ponto tríplice, neste ponto as três fases – sólido, líquido e gasoso, estão em equilíbrio.